# BMW F01
BMW F01/F02 — заводской индекс кузова пятого поколения 7-й серии BMW, выпускаемой с 2008 по 2015 год. Презентация автомобиля состоялась на Парижском автосалоне в октябре 2008 года.

## Конструкция
BMW F01/02 выпускается в задне- и полноприводном исполнениях, с рядом бензиновых и дизельным двигателем. Существует версия Long с увеличенной колёсной базой, а также В 2010 году на базе современной BMW 7 series начался выпуск гибридного представительского седана BMW ActiveHybrid 7. Коробка переключения передач только автоматическая, 6- или 8-ступенчатая. Последняя ставилась только на версии 760Li и ActiveHybrid 7 в дорестайлинге, а после рестайлинга с 2013 года все модели оснащались 8-ступенчатой АКПП. Также существует мелкосерийная модификация High Security, оснащённая бронированными кузовными панелями и пуленепробиваемыми стёклами. Этот автомобиль соответствует классу защиты VR7 и выполняет некоторые требования класса VR9. В ограниченных количествах выпускается битопливный вариант (бензин/жидкий водород) BMW Hydrogen 7.
В BMW F01/02 некоторые детали ходовой части изготовлены из алюминия, это позволило добиться большей точности рулевого управления. В седьмой серии для всех моделей машин стали использовать стоп-сигналы двухступенчатого действия. Все модели в базовой комплектации оборудованы новыми ксеноновыми фарами с омывателями. В качестве дополнительного оборудования на машины этой серии могут быть установлены адаптивные поворотные фары. С 2013 года  впервые опционально появились светодиодные адаптивные Led фары с автоматическим включением и выключением дальнего света. Новая платформа F01/02  позволила впервые на 7-й серии установить систему полного привода X-drive, а также заднюю ось с подруливающими колесами.

## Особенности дизайна

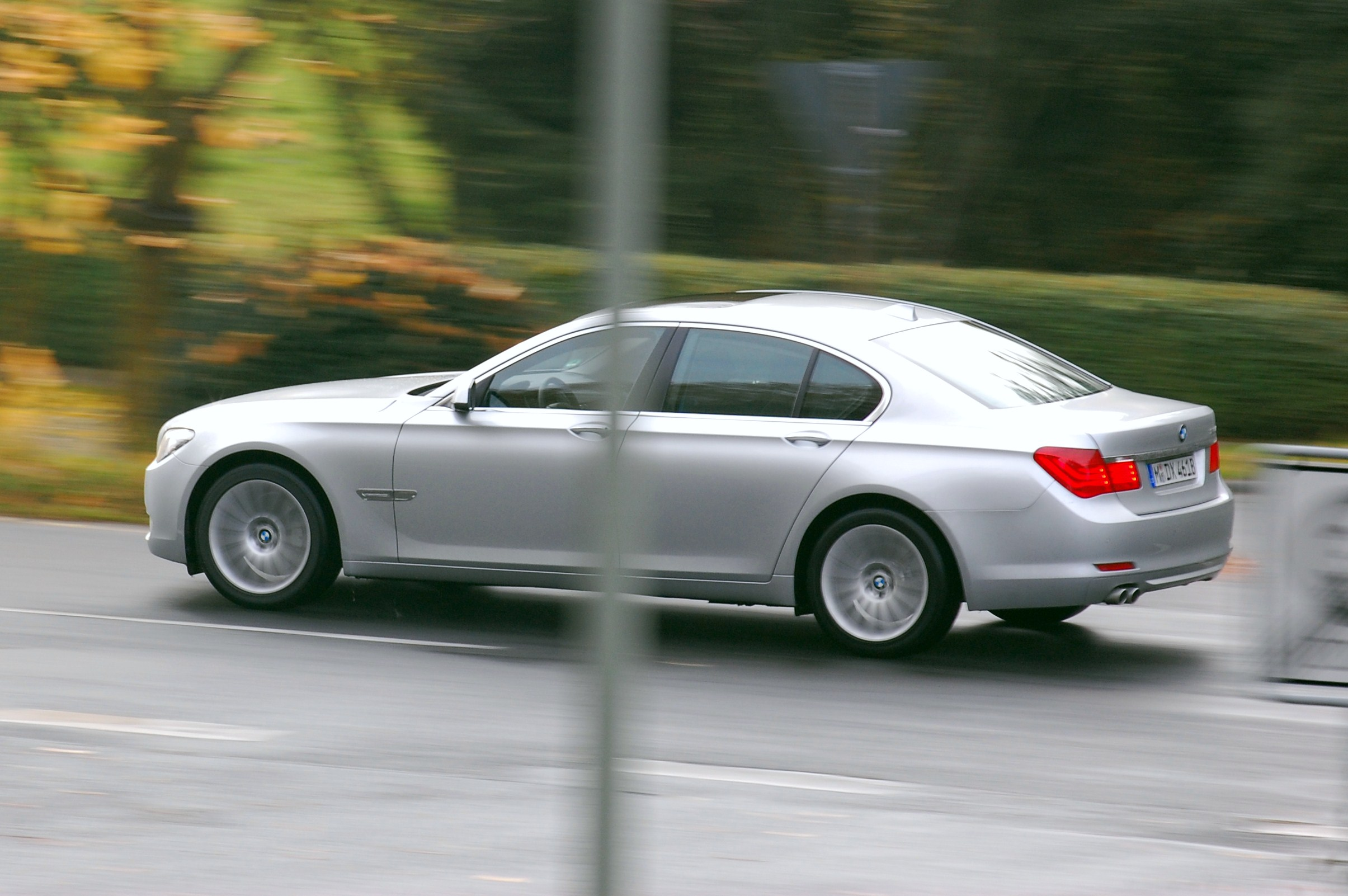
BMW F01 2009

К отличительным от предыдущих поколений BMW 7 особенностям внешности серии F01/02 можно отнести следующие элементы: в передней части появился оригинальный выступ на капоте, на панели крышки багажника установлена хромированная планка. По сравнению с более ранними моделями в этой серии также изменились передние и задние фары и фартуки. Другой интересный момент — белые стекла указателей поворота.

## Версии и модификации
- F01 - базовая модификация.730D 730I
- F02 - модификация с увеличенной на 140 мм колёсной базой.
- F03 (High Security) - защищённая версия автомобиля. Оснащена стёклами с уровнем защиты от пуль VR7 и кузовными панелями с уровнем защиты – VR9. Производится с 2009 года.
- F04 (ActiveHybrid7) - гибридная версия. Оснащается бензиновым двигателем объёмом 4,4 л и электромотором. Производится с 2010 года.
- Alpina B7 - двигатель объёмом 4,4 л оснащён двумя турбинами. Собирается в городе Бухлоэ вручную. Производится с 2010 года.
- В 2011-м году к свадьбе принца Монако Альберта Второго была выпущена специальная серия из 200 автомобилей, окрашиваемых исключительно в чёрный цвет.